# 斯塔城 (印第安納州)
斯塔城（英語：Star City）是位於美國印地安納州普瓦斯基縣的一個人口普查指定地區。

## 人口
根據2010年美國人口普查的數據，斯塔城的面積為2.70平方千米，當中陸地面積為2.70平方千米，而水域面積為0.00平方千米。當地共有人口344人，而人口密度為每平方千米127.41人。